# 奧斯特羅吉爾西克
47°41′23″N 30°30′44″E / 47.68972°N 30.51222°E
奧斯特羅吉爾西克（烏克蘭語：Острогірське），是烏克蘭的村落，位於該國南部尼古拉耶夫州，由弗拉季伊夫卡區負責管轄，始建於1795年，面積1.1平方公里，海拔高度70米，2001年人口288，人口密度每平方公里259.9人。